# Columbia County, Pennsylvania
Columbia County är ett county i centrala delen av delstaten Pennsylvania i USA. Countyt har fått sitt namn efter Christopher Columbus. Den administrativa huvudorten (county seat) Bloomsburg är belägen vid Susquehanna River cirka 75 km nordost om delstatens huvudstad Harrisburg.

## Politik
Columbus County tenderar att rösta på republikanerna i politiska val.
Republikanernas kandidat har vunnit rösterna i countyt i samtliga presidentval under 2000-talet. Totalt har demokraternas kandidat endast vunnit countyt i tre presidentval sedan 1948, nämligen 1964, 1976 och 1996. I valet 2016 vann republikanernas kandidat med 63,2 procent av rösterna mot 31,3 för demokraternas kandidat, vilket är den största segermarginalen i countyt för en kandidat sedan valet 1928.

## Geografi
Enligt United States Census Bureau har countyt en total area på 1 269 km². 1 259 km² av den arean är land och 10 km² är vatten.

### Angränsande countyn
- Sullivan County - nord
- Luzerne County - öst
- Schuylkill County - syd
- Northumberland County - sydväst
- Montour County - väst
- Lycoming County - nordväst

### Orter
- Ashland (delvis i Schuylkill County)
- Benton
- Berwick
- Bloomsburg (huvudort)
- Briar Creek
- Catawissa
- Centralia
- Millville
- Orangeville
- Stillwater